# V.League Division 1 2018-2019 (femminile)
La V.League Division 1 2018-2019, 52ª edizione della massima serie del campionato giapponese femminile di pallavolo, si è svolta dal 3 novembre 2018 al 13 aprile 2019: al torneo hanno partecipato 11 squadre di club giapponesi e la vittoria finale è andata per la settima volta, la seconda consecutiva, alle Hisamitsu Springs.

## Regolamento

### Formula
Le squadre hanno disputato un girone all'italiana, con gare di andata e ritorno, per un totale di venti incontri ciascuna; al termine della regular season:
- Le prime otto classificate hanno avuto accesso ai play-off scudetto, classificandosi alla Final 8, dove hanno dato vita a un round-robin; in base al posizionamento nelle conference di regular season è stato assegnato un punteggio bonus, da sommare ai punti ottenuti negli scontri della Final 8, rispettivamente di 6 punti per ciascuna prima classificata, di 4 quattro punti per ciascuna seconda classificata, di 2 punti per ciascuna terza classificata, mentre le quarte classificate non hanno ottenuto alcun bonus.
- La seconda e la terza classificata della Final 8 hanno avuto accesso alla Final 3, dove si sono scontrate in semifinale con gare di andata e ritorno ed eventuale golden set (a prescindere dal numero di set vinti) in caso di una vittoria ciascuna.
- La formazione vincitrice della semifinale in Final 3 ha avuto accesso alla finale, dove si è scontrata con la prima classificata della Final 8, ammessa direttamente in finale, in gare di andata e ritorno ed eventuale golden set (a prescindere dal numero di set vinti) in caso di una vittoria ciascuna.
- Le quinte classificate e la sesta classificata di Eastern Conference hanno avuto accesso al Challenge stage, dove hanno dato vita a un round-robin per determinare le rispettive posizioni finali in classifica; in base al posizionamento nelle conference di regular season è stato assegnato un punteggio bonus, da sommare ai punti ottenuti negli scontri del Challenge stage, rispettivamente di 1 punto per ciascuna quinta classificata, mentre la sesta classificata di Eastern Conference non ha ottenuto alcun bonus.

### Criteri di classifica
Se il risultato finale è stato di 3-0 o 3-1 sono stati assegnati 3 punti alla squadra vincente e 0 a quella sconfitta, se il risultato finale è stato di 3-2 sono stati assegnati 2 punti alla squadra vincente e 1 a quella sconfitta.
L'ordine del posizionamento in classifica è stato definito in base a:
- Punti;
- Numero di partite vinte;
- Ratio dei set vinti/persi;
- Ratio dei punti realizzati/subiti.

## Squadre Partecipanti
Al campionato di V.League Division 1 2018-2019 hanno partecipato 11 squadre: inizialmente era previsto un ripescaggio di quattro squadre, in seguito alla riforma dei campionati giapponesi, che doveva riguardare Okayama Seagulls, PFU BlueCats, Kurobe AquaFairies e Forest Leaves Kumamoto, queste ultime, tuttavia, hanno cessato le proprie attività nel marzo 2018; era quindi prevista la possibilità di ripescaggio per JA Gifu Rioreina e Breath Hamamatsu, che hanno declinato l'invito a partecipare alla nuova massima divisione già dal suo primo anno, lasciando il campionato con una squadra in meno rispetto alle 12 previste.
| Club                | Stagione | Città       | Impianto                             | Stagione precedente      |
| ------------------- | -------- | ----------- | ------------------------------------ | ------------------------ |
| Denso Airybees      | dettagli | Nishio      | Nishio Municipal Gymnasium           | 4ª in V.Premier League   |
| Hisamitsu Springs   | dettagli | Kōbe-Tosu   | Saga Prefectural Gymnasium           | Campionesse del Giappone |
| Hitachi Rivale      | dettagli | Hitachinaka | Hitachinaka City Gymnasium           | 8ª in V.Premier League   |
| JT Marvelous        | dettagli | Nishinomiya | JT Volleyball Club Gymnasium         | 2ª in V.Premier League   |
| Kurobe AquaFairies  | dettagli | Kurobe      | Kurobe City General Sports Center    | 3ª in Challenge League I |
| NEC Red Rockets     | dettagli | Kawasaki    | Kawasaki City Todoroki Arena         | 5ª in V.Premier League   |
| Okayama Seagulls    | dettagli | Okayama     | Okayama Prefectural Ground Gymnasium | 1ª in Challenge League I |
| PFU BlueCats        | dettagli | Kahoku      | Matsuto Sports Park                  | 2ª in Challenge League I |
| Saitama Ageo Medics | dettagli | Ageo        | Ageo Citizen Gymnasium               | 7ª in V.Premier League   |
| Toray Arrows        | dettagli | Ōtsu        | Ukaruchan Arena                      | 6ª in V.Premier League   |
| Toyota Queenseis    | dettagli | Kariya      | Wing Arena Kariya                    | 3ª in V.Premier League   |

## Torneo

### Regular season

#### Risultati
| Risultati |                                          |     |                                   |
|           |                                          |     |                                   |
| 03-11     | Saitama Ageo Medics - Kurobe AquaFairies | 3-1 | 23-25, 25-14, 25-19, 25-16        |
| 03-11     | Denso Airybees - NEC Red Rockets         | 0-3 | 18-25, 25-27, 19-25               |
| 03-11     | JT Marvelous - Okayama Seagulls          | 3-1 | 27-25, 23-25, 25-20, 25-23        |
| 03-11     | Hitachi Rivale - PFU BlueCats            | 3-2 | 23-25, 25-15, 20-25, 25-22, 15-11 |
| 03-11     | Hisamitsu Springs - Toray Arrows         | 3-0 | 25-17, 25-14, 25-22               |
| 04-11     | Saitama Ageo Medics - PFU BlueCats       | 3-0 | 25-15, 25-19, 26-24               |
| 04-11     | JT Marvelous - Toyota Queenseis          | 2-3 | 19-25, 25-20, 25-20, 23-25, 13-15 |
| 04-11     | Hitachi Rivale - Kurobe AquaFairies      | 3-2 | 22-25, 18-25, 25-23, 25-23, 15-10 |
| 10-11     | Denso Airybees - Saitama Ageo Medics     | 3-0 | 25-21, 25-22, 25-23               |
| 10-11     | Toray Arrows - Okayama Seagulls          | 3-1 | 25-14, 16-25, 25-23, 25-22        |
| 10-11     | Toyota Queenseis - NEC Red Rockets       | 3-0 | 25-17, 25-20, 25-18               |
| 10-11     | JT Marvelous - Hisamitsu Springs         | 3-2 | 25-20, 21-25, 14-25, 25-19, 15-10 |
| 10-11     | PFU BlueCats - Kurobe AquaFairies        | 0-3 | 18-25, 19-25, 28-30               |
| 11-11     | Denso Airybees - Hitachi Rivale          | 3-1 | 21-25, 25-19, 26-24, 25-16        |
| 11-11     | Toyota Queenseis - Kurobe AquaFairies    | 3-1 | 20-25, 25-17, 25-21, 25-21        |
| 11-11     | PFU BlueCats - NEC Red Rockets           | 0-3 | 22-25, 20-25, 17-25               |
| 17-11     | Okayama Seagulls - PFU BlueCats          | 3-2 | 21-25, 25-19, 25-17, 18-25, 15-12 |
| 17-11     | Toyota Queenseis - Hitachi Rivale        | 3-1 | 29-31, 25-21, 25-15, 29-27        |
| 17-11     | Saitama Ageo Medics - Hisamitsu Springs  | 0-3 | 20-25, 21-25, 21-25               |
| 17-11     | JT Marvelous - Toray Arrows              | 3-1 | 16-25, 25-17, 25-19, 28-26        |
| 17-11     | Kurobe AquaFairies - NEC Red Rockets     | 0-3 | 17-25, 21-25, 23-25               |
| 18-11     | NEC Red Rockets - PFU BlueCats           | 3-1 | 20-25, 25-18, 25-21, 25-23        |
| 18-11     | Toyota Queenseis - Toray Arrows          | 1-3 | 22-25, 25-16, 20-25, 24-26        |
| 18-11     | JT Marvelous - Hitachi Rivale            | 2-3 | 18-25, 28-26, 21-25, 25-21, 11-15 |
| 18-11     | Kurobe AquaFairies - Denso Airybees      | 0-3 | 17-25, 23-25, 19-25               |
| 24-11     | Toyota Queenseis - Denso Airybees        | 3-1 | 25-21, 25-22, 17-25, 25-20        |
| 24-11     | PFU BlueCats - JT Marvelous              | 1-3 | 25-19, 24-26, 16-25, 12-25        |
| 24-11     | NEC Red Rockets - Toray Arrows           | 2-3 | 25-23, 15-25, 25-14, 16-25, 9-15  |
| 24-11     | Okayama Seagulls - Saitama Ageo Medics   | 2-3 | 27-25, 25-18, 19-25, 16-25, 9-15  |
| 25-11     | Denso Airybees - Kurobe AquaFairies      | 3-1 | 26-24, 20-25, 25-17, 26-24        |
| 25-11     | NEC Red Rockets - Hisamitsu Springs      | 0-3 | 17-25, 22-25, 21-25               |
| 25-11     | Okayama Seagulls - Hitachi Rivale        | 2-3 | 25-17, 20-25, 18-25, 25-21, 10-15 |
| 01-12     | Hitachi Rivale - Okayama Seagulls        | 3-2 | 28-26, 25-20, 19-25, 20-25, 17-15 |
| 01-12     | NEC Red Rockets - JT Marvelous           | 2-3 | 22-25, 25-18, 18-25, 25-22, 16-18 |
| 01-12     | Toray Arrows - Denso Airybees            | 0-3 | 20-25, 21-25, 35-37               |
| 01-12     | Hisamitsu Springs - PFU BlueCats         | 3-1 | 25-23, 20-25, 25-20, 25-13        |
| 01-12     | Saitama Ageo Medics - Toyota Queenseis   | 0-3 | 20-25, 20-25, 18-25               |
| 02-12     | NEC Red Rockets - Okayama Seagulls       | 3-1 | 25-21, 25-19, 21-25, 25-15        |
| 02-12     | Hisamitsu Springs - Denso Airybees       | 3-1 | 25-13, 25-18, 21-25, 25-22        |
| 02-12     | Saitama Ageo Medics - JT Marvelous       | 1-3 | 26-24, 24-26, 22-25, 21-25        |
| 02-12     | Toray Arrows - Kurobe AquaFairies        | 3-0 | 25-20, 25-17, 25-23               |
| 02-12     | Toyota Queenseis - Hitachi Rivale        | 3-1 | 20-25, 25-13, 25-19, 25-18        |
| 08-12     | Denso Airybees - PFU BlueCats            | 3-0 | 25-21, 25-21, 25-16               |
| 08-12     | Hisamitsu Springs - Toyota Queenseis     | 3-0 | 25-21, 25-23, 32-30               |
| 08-12     | Saitama Ageo Medics - NEC Red Rockets    | 3-0 | 27-25, 25-17, 25-19               |
| 08-12     | Hitachi Rivale - Kurobe AquaFairies      | 3-0 | 26-24, 25-21, 25-19               |
| 08-12     | JT Marvelous - Okayama Seagulls          | 3-0 | 25-22, 25-22, 25-18               |
| 09-12     | PFU BlueCats - Kurobe AquaFairies        | 1-3 | 20-25, 25-20, 23-25, 22-25        |
| 09-12     | Hisamitsu Springs - Toray Arrows         | 3-1 | 25-19, 15-25, 25-22, 25-22        |
| 09-12     | Denso Airybees - NEC Red Rockets         | 0-3 | 22-25, 21-25, 19-25               |
| 09-12     | Hitachi Rivale - Saitama Ageo Medics     | 3-2 | 25-21, 25-21, 20-25, 20-25, 15-9  |
| 09-12     | Toyota Queenseis - Okayama Seagulls      | 1-3 | 28-26, 29-31, 22-25, 20-25        |
| 05-01     | Hisamitsu Springs - Okayama Seagulls     | 3-1 | 23-25, 25-20, 25-9, 25-20         |
| 05-01     | Toray Arrows - Saitama Ageo Medics       | 3-0 | 25-19, 25-18 25-23                |
| 05-01     | Kurobe AquaFairies - JT Marvelous        | 0-3 | 9-25, 16-25, 23-25                |

| Risultati |                                          |     |                                   |
|           |                                          |     |                                   |
| 06-01     | Hisamitsu Springs - PFU BlueCats         | 3-0 | 25-14, 25-16, 25-23               |
| 06-01     | Kurobe AquaFairies - Saitama Ageo Medics | 0-3 | 20-25, 22-25, 21-25               |
| 12-01     | Toyota Queenseis - NEC Red Rockets       | 3-0 | 26-24, 25-23, 25-23               |
| 12-01     | Okayama Seagulls - Toray Arrows          | 3-2 | 25-13, 19-25, 21-25, 29-27, 15-11 |
| 12-01     | Hisamitsu Springs - Kurobe AquaFairies   | 3-1 | 25-16, 21-25, 25-19, 25-19        |
| 12-01     | Saitama Ageo Medics - Hitachi Rivale     | 3-1 | 15-25, 25-13, 25-20, 25-10        |
| 12-01     | JT Marvelous - Denso Airybees            | 3-1 | 18-25, 25-22, 25-14, 25-23        |
| 13-01     | Saitama Ageo Medics - Toyota Queenseis   | 1-3 | 15-25, 25-19, 16-25, 22-25        |
| 13-01     | Okayama Seagulls - Kurobe AquaFairies    | 3-0 | 25-11, 25-20, 25-23               |
| 13-01     | Hisamitsu Springs - JT Marvelous         | 3-0 | 33-31, 25-19, 25-17               |
| 13-01     | Hitachi Rivale - PFU BlueCats            | 3-1 | 25-22, 20-25, 25-18, 25-19        |
| 13-01     | Denso Airybees - Toray Arrows            | 0-3 | 21-25, 16-25, 28-30               |
| 19-01     | Hisamitsu Springs - Toyota Queenseis     | 3-0 | 25-20, 25-17, 25-23               |
| 19-01     | PFU BlueCats - Denso Airybees            | 0-3 | 18-25, 22-25, 19-25               |
| 19-01     | Saitama Ageo Medics - JT Marvelous       | 3-2 | 25-19, 17-25, 16-25, 25-23, 15-13 |
| 19-01     | Toray Arrows - Hitachi Rivale            | 3-2 | 25-23, 25-18, 23-25, 22-25, 15-7  |
| 20-01     | Hisamitsu Springs - Hitachi Rivale       | 3-2 | 23-25, 25-17, 23-25, 25-15, 15-12 |
| 20-01     | Saitama Ageo Medics - NEC Red Rockets    | 3-2 | 25-20, 17-25, 25-23, 23-25, 15-9  |
| 20-01     | PFU BlueCats - Okayama Seagulls          | 1-3 | 15-25, 20-25, 25-23, 21-25        |
| 20-01     | Toyota Queenseis - Toray Arrows          | 2-3 | 25-20, 18-25, 22-25, 25-23, 9-15  |
| 26-01     | Toyota Queenseis - PFU BlueCats          | 3-0 | 29-27, 26-24, 25-15               |
| 26-01     | NEC Red Rockets - Hitachi Rivale         | 3-2 | 25-20, 23-25, 25-23, 20-25, 15-10 |
| 26-01     | Okayama Seagulls - Kurobe AquaFairies    | 3-0 | 25-19, 25-20, 25-22               |
| 26-01     | JT Marvelous - Toray Arrows              | 3-1 | 25-16, 25-19, 24-26, 25-22        |
| 26-01     | Hisamitsu Springs - Saitama Ageo Medics  | 1-3 | 12-25, 27-25, 22-25, 20-25        |
| 27-01     | NEC Red Rockets - Hisamitsu Springs      | 2-3 | 25-23, 24-26, 25-23, 18-25, 13-15 |
| 27-01     | Okayama Seagulls - Toyota Queenseis      | 3-0 | 25-17, 25-18, 25-21               |
| 27-01     | Denso Airybees - Hitachi Rivale          | 3-0 | 25-15, 25-20, 25-20               |
| 27-01     | Toray Arrows - PFU BlueCats              | 3-1 | 29-27, 25-27, 25-18, 26-24        |
| 02-02     | Toyota Queenseis - Kurobe AquaFairies    | 3-0 | 25-18, 25-13, 25-18               |
| 02-02     | Toray Arrows - Hitachi Rivale            | 3-0 | 29-27, 26-24, 25-17               |
| 02-02     | PFU BlueCats - Saitama Ageo Medics       | 1-3 | 19-25, 15-25, 25-22, 15-25        |
| 02-02     | Denso Airybees - Okayama Seagulls        | 0-3 | 20-25, 21-25, 20-25               |
| 02-02     | JT Marvelous - NEC Red Rockets           | 2-3 | 25-19, 17-25, 25-22, 21-25, 13-15 |
| 03-02     | NEC Red Rockets - Toray Arrows           | 3-2 | 25-23, 25-23, 16-25, 23-25, 15-12 |
| 03-02     | Denso Airybees - Hisamitsu Springs       | 2-3 | 20-25, 25-21, 25-21, 17-25, 21-23 |
| 03-02     | JT Marvelous - Hitachi Rivale            | 3-1 | 25-22, 26-24, 22-25, 25-18        |
| 09-02     | Denso Airybees - Okayama Seagulls        | 0-3 | 20-25, 22-25, 15-25               |
| 09-02     | NEC Red Rockets - Hitachi Rivale         | 3-0 | 25-22, 25-20, 25-21               |
| 09-02     | JT Marvelous - Toyota Queenseis          | 3-0 | 27-25, 25-22, 25-19               |
| 09-02     | Toray Arrows - Saitama Ageo Medics       | 3-1 | 25-21, 25-17, 14-25, 25-22        |
| 09-02     | Kurobe AquaFairies - Hisamitsu Springs   | 0-3 | 20-25, 23-25, 22-25               |
| 10-02     | Toyota Queenseis - PFU BlueCats          | 3-0 | 25-18, 25-20, 25-19               |
| 10-02     | Hisamitsu Springs - Okayama Seagulls     | 3-1 | 25-23, 22-25, 25-18, 27-25        |
| 10-02     | Kurobe AquaFairies - JT Marvelous        | 0-3 | 21-25, 13-25, 19-25               |
| 16-02     | Hitachi Rivale - Hisamitsu Springs       | 1-3 | 12-25, 25-23, 22-25, 20-25        |
| 16-02     | Okayama Seagulls - NEC Red Rockets       | 3-2 | 27-25, 31-29, 31-33, 20-25, 15-12 |
| 16-02     | Denso Airybees - JT Marvelous            | 3-2 | 25-21, 25-21, 23-25, 21-25, 15-11 |
| 16-02     | Toray Arrows - Kurobe AquaFairies        | 3-0 | 25-16, 25-22, 25-11               |
| 17-02     | Denso Airybees - Toyota Queenseis        | 0-3 | 18-25, 20-25, 17-25               |
| 17-02     | Okayama Seagulls - Saitama Ageo Medics   | 0-3 | 21-25, 19-25, 25-27               |
| 17-02     | Toray Arrows - PFU BlueCats              | 3-2 | 23-25, 23-25, 25-11, 25-21, 15-9  |
| 17-02     | NEC Red Rockets - Kurobe AquaFairies     | 3-1 | 25-22, 25-18, 24-26, 25-23        |
| 23-02     | Denso Airybees - Saitama Ageo Medics     | 3-2 | 20-25, 23-25, 25-16, 25-21, 15-12 |
| 23-02     | JT Marvelous - PFU BlueCats              | 3-2 | 25-18, 19-25, 23-25, 25-20, 15-8  |

#### Classifica - Western Conference
| Pos. | Squadra           | Pt | G  | V  | P  | SV | SP | Ratio | PF    | PS    | Ratio |
| ---- | ----------------- | -- | -- | -- | -- | -- | -- | ----- | ----- | ----- | ----- |
| 1.   | Hisamitsu Springs | 52 | 20 | 18 | 2  | 57 | 19 | 3,000 | 1 805 | 1 571 | 1,149 |
| 2.   | JT Marvelous      | 44 | 20 | 14 | 6  | 52 | 31 | 1,677 | 1 880 | 1 749 | 1,075 |
| 3.   | Toyota Queenseis  | 39 | 20 | 13 | 7  | 43 | 28 | 1,536 | 1 665 | 1 550 | 1,074 |
| 4.   | Toray Arrows      | 37 | 20 | 13 | 7  | 46 | 33 | 1,394 | 1 789 | 1 694 | 1,056 |
| 5.   | Okayama Seagulls  | 30 | 20 | 10 | 10 | 41 | 38 | 1,079 | 1 771 | 1 748 | 1,013 |

#### Classifica - Eastern Conference
| Pos. | Squadra             | Pt | G  | V  | P  | SV | SP | Ratio | PF    | PS    | Ratio |
| ---- | ------------------- | -- | -- | -- | -- | -- | -- | ----- | ----- | ----- | ----- |
| 1.   | NEC Red Rockets     | 35 | 20 | 11 | 9  | 43 | 36 | 1,194 | 1 758 | 1 729 | 1,017 |
| 2.   | Saitama Ageo Medics | 32 | 20 | 11 | 9  | 40 | 37 | 1,081 | 1 703 | 1 643 | 1,037 |
| 3.   | Denso Airybees      | 29 | 20 | 10 | 10 | 35 | 36 | 0,972 | 1 593 | 1 602 | 0,994 |
| 4.   | Hitachi Rivale      | 21 | 20 | 8  | 12 | 36 | 49 | 0,735 | 1 783 | 1 910 | 0,934 |
| 5.   | Kurobe AquaFairies  | 7  | 20 | 2  | 18 | 16 | 60 | 0,267 | 1 383 | 1 646 | 0,840 |
| 6.   | PFU BlueCats        | 4  | 20 | 0  | 20 | 12 | 54 | 0,222 | 1 528 | 1 816 | 0,841 |

      Qualificate in Final 8.
      Al Challenge Match.

### Play-off scudetto

#### Final 8

##### Risultati
| Risultati |                                      |     |                                   |
|           |                                      |     |                                   |
| 02-03     | Hisamitsu Springs - Denso Airybees   | 3-0 | 25-19, 25-20, 25-23               |
| 02-03     | Toyota Queenseis - Hitachi Rivale    | 3-1 | 21-25, 25-22, 25-19, 25-19        |
| 02-03     | NEC Red Rockets - Toray Arrows       | 2-3 | 25-23, 26-24, 19-25, 23-25, 12-15 |
| 03-03     | Hisamitsu Springs - Toyota Queenseis | 3-1 | 25-23, 25-16, 29-31, 25-17        |
| 03-03     | JT Marvelous - Saitama Ageo Medics   | 3-0 | 25-21, 25-18, 26-24               |
| 03-03     | Denso Airybees - Hitachi Rivale      | 3-1 | 20-25, 25-18, 25-20, 25-18        |
| 09-03     | NEC Red Rockets - Toyota Queenseis   | 2-3 | 25-20, 25-16, 24-26, 22-25, 23-25 |
| 09-03     | Hisamitsu Springs - Toray Arrows     | 3-1 | 22-25, 25-20, 25-19, 25-22        |
| 09-03     | JT Marvelous - Denso Airybees        | 2-3 | 18-25, 23-25, 25-17, 25-23, 8-15  |
| 09-03     | Saitama Ageo Medics - Hitachi Rivale | 2-3 | 25-16, 25-18, 17-25, 22-25, 11-15 |
| 10-03     | Hisamitsu Springs - Hitachi Rivale   | 3-1 | 25-19, 25-19, 23-25, 25-19        |
| 10-03     | NEC Red Rockets - JT Marvelous       | 1-3 | 17-25, 25-22, 16-25, 18-25        |
| 10-03     | Denso Airybees - Toyota Queenseis    | 1-3 | 22-25, 16-25, 25-21, 14-25        |
| 10-03     | Saitama Ageo Medics - Toray Arrows   | 0-3 | 20-25, 19-25, 22-25               |

| Risultati |                                         |     |                                   |
|           |                                         |     |                                   |
| 16-03     | NEC Red Rockets - Denso Airybees        | 0-3 | 19-25, 17-25, 19-25               |
| 16-03     | Hisamitsu Springs - Saitama Ageo Medics | 3-2 | 20-25, 25-18, 23-25, 25-17, 15-10 |
| 16-03     | Hitachi Rivale - Toray Arrows           | 0-3 | 17-25, 15-25, 16-25               |
| 16-03     | JT Marvelous - Toyota Queenseis         | 3-0 | 25-20, 25-22, 26-24               |
| 17-03     | NEC Red Rockets - Hitachi Rivale        | 3-2 | 23-25, 18-25, 25-15, 25-12, 15-11 |
| 17-03     | Hisamitsu Springs - JT Marvelous        | 3-0 | 25-18, 25-22, 25-16               |
| 17-03     | Denso Airybees - Toray Arrows           | 1-3 | 25-22, 19-25, 23-25, 15-25        |
| 17-03     | Saitama Ageo Medics - Toyota Queenseis  | 0-3 | 17-25, 26-28, 17-25               |
| 23-03     | NEC Red Rockets - Saitama Ageo Medics   | 0-3 | 18-25, 21-25, 19-25               |
| 23-03     | Toyota Queenseis - Toray Arrows         | 1-3 | 18-25, 25-19, 17-25, 23-25        |
| 23-03     | JT Marvelous - Hitachi Rivale           | 0-3 | 20-25, 21-25, 20-25               |
| 24-03     | NEC Red Rockets - Hisamitsu Springs     | 0-3 | 21-25, 23-25, 16-25               |
| 24-03     | JT Marvelous - Toray Arrows             | 2-3 | 25-22, 25-18, 23-25, 26-28, 10-15 |
| 24-03     | Saitama Ageo Medics - Denso Airybees    | 2-3 | 25-18, 19-25, 25-20, 25-27, 14-16 |

##### Classifica
| Pos. | Squadra             | Pt tot | Pt bon | G | V | P | SV | SP | Ratio | PF  | PS  | Ratio |
| ---- | ------------------- | ------ | ------ | - | - | - | -- | -- | ----- | --- | --- | ----- |
| 1.   | Hisamitsu Springs   | 27     | 6      | 7 | 7 | 0 | 21 | 5  | 4,200 | 632 | 528 | 1,197 |
| 2.   | Toray Arrows        | 16     | 0      | 7 | 6 | 1 | 19 | 9  | 2,111 | 647 | 585 | 1,106 |
| 3.   | JT Marvelous        | 15     | 4      | 7 | 3 | 4 | 13 | 13 | 1,000 | 574 | 568 | 1,011 |
| 4.   | Toyota Queenseis    | 13     | 2      | 7 | 4 | 3 | 14 | 13 | 1,077 | 618 | 615 | 1,005 |
| 5.   | Denso Airybees      | 12     | 2      | 7 | 4 | 3 | 14 | 14 | 1,000 | 602 | 611 | 0,985 |
| 6.   | NEC Red Rockets     | 10     | 6      | 7 | 1 | 6 | 8  | 20 | 0,400 | 579 | 634 | 0,913 |
| 7.   | Saitama Ageo Medics | 10     | 4      | 7 | 1 | 6 | 9  | 18 | 0,500 | 562 | 600 | 0,937 |
| 8.   | Hitachi Rivale      | 7      | 0      | 7 | 2 | 5 | 21 | 17 | 1,235 | 558 | 631 | 0,884 |

      Qualificate in finale scudetto.
      Qualificate in semifinale scudetto.

#### Final 3
|  | Semifinali | Semifinali   | Semifinali | Semifinali |  |  | Finale | Finale            | Finale | Finale |
|  |            |              |            |            |  |  |        |                   |        |        |
|  |            |              |            |            |  |  | 1      | Hisamitsu Springs | 3      | 225    |
|  |            |              |            |            |  |  | 1      | Hisamitsu Springs | 3      | 225    |
|  |            |              |            |            |  |  | 2      | Toray Arrows      | 0      | 318    |
|  | 2          | Toray Arrows | 2          | 325        |  |  | 2      | Toray Arrows      | 0      | 318    |
|  | 2          | Toray Arrows | 2          | 325        |  |  |        |                   |        |        |
|  | 3          | JT Marvelous | 3          | 120        |  |  |        |                   |        |        |
|  | 3          | JT Marvelous | 3          | 120        |  |  |        |                   |        |        |

##### Semifinali
| Gara 1 |                             |     |                                   |
|        |                             |     |                                   |
| 30-03  | Toray Arrows - JT Marvelous | 2-3 | 25-20, 24-26, 25-22, 18-25, 15-17 |

| Gara 2 |                             |     |                                      |
|        |                             |     |                                      |
| 31-03  | Toray Arrows - JT Marvelous | 3-1 | 21-25, 25-21, 25-17, 25-22 GS: 25-20 |

##### Finale
| Gara 1 |                                  |     |                     |
|        |                                  |     |                     |
| 06-04  | Hisamitsu Springs - Toray Arrows | 3-0 | 25-21, 25-13, 27-25 |

| Gara 2 |                                  |     |                                             |
|        |                                  |     |                                             |
| 13-04  | Hisamitsu Springs - Toray Arrows | 2-3 | 31-29, 19-25, 23-25, 25-23, 13-15 GS: 25-18 |

### Challenge stage

#### Risultati
| Prima giornata |                                       |     |                     |
|                |                                       |     |                     |
| 09-03          | Kurobe AquaFairies - Okayama Seagulls | 0-3 | 14-25, 26-28, 12-25 |

| Seconda giornata |                                   |     |                            |
|                  |                                   |     |                            |
| 16-03            | Kurobe AquaFairies - PFU BlueCats | 3-1 | 29-27, 21-25, 25-17, 25-18 |

| \| Terza giornata \| \| \| \| \| \| \| \| \| \| 17-00 \| Okayama Seagulls - PFU BlueCats \| 3-0 \| 25-15, 25-18, 25-23 \| |                                 |     |                     |
| Terza giornata |                                 |     |                     |
| |                                 |     |                     |
| 17-00 | Okayama Seagulls - PFU BlueCats | 3-0 | 25-15, 25-18, 25-23 |

#### Classifica
| Pos. | Squadra            | Pt tot | Pt bon | G | V | P | SV | SP | Ratio | PF | PS | Ratio |
| ---- | ------------------ | ------ | ------ | - | - | - | -- | -- | ----- | -- | -- | ----- |
| 1.   | Okayama Seagulls   | 7      | 1      | 2 | 2 | 0 | 6  | 0  | MAX   |    |    |       |
| 2.   | Kurobe AquaFairies | 4      | 1      | 2 | 1 | 1 | 3  | 4  | 0,750 |    |    |       |
| 3.   | PFU BlueCats       | 0      | 0      | 2 | 0 | 2 | 1  | 6  | 0,170 |    |    |       |

## Classifica finale
| Pos                 | Squadra             | Qualificazione              |
| ------------------- | ------------------- | --------------------------- |
| Giappone (bandiera) | Hisamitsu Springs   | AVC Club Championships 2020 |
| 2                   | Toray Arrows        |                             |
| 3                   | JT Marvelous        |                             |
| 4                   | Toyota Queenseis    |                             |
| 5                   | Denso Airybees      |                             |
| 6                   | NEC Red Rockets     |                             |
| 7                   | Saitama Ageo Medics |                             |
| 8                   | Hitachi Rivale      |                             |
| 9                   | Okayama Seagulls    |                             |
| 10                  | Kurobe AquaFairies  |                             |
| 11                  | PFU BlueCats        |                             |

## Premi individuali
| Premio                     | Nome                | Squadra           |
| -------------------------- | ------------------- | ----------------- |
| MVP della finale           | Foluke Akinradewo   | Hisamitsu Springs |
| Miglior allenatore         | Shingo Sakai        | Hisamitsu Springs |
| Miglior spirito combattivo | Jana Matiašovská    | Toray Arrows      |
| Miglior esordiente         | Nanami Seki         | Toray Arrows      |
| Miglior realizzatrice      | Jana Matiašovská    | Toray Arrows      |
| Miglior attaccante         | Foluke Akinradewo   | Hisamitsu Springs |
| Miglior muro               | Foluke Akinradewo   | Hisamitsu Springs |
| Miglior servizio           | Jana Matiašovská    | Toray Arrows      |
| Miglior ricevitrice        | Risa Shinnabe       | Hisamitsu Springs |
| Miglior difesa             | Risa Shinnabe       | Hisamitsu Springs |
| Sestetto ideale            | Nanami Seki         | Toray Arrows      |
| Sestetto ideale            | Risa Shinnabe       | Hisamitsu Springs |
| Sestetto ideale            | Brankica Mihajlović | JT Marvelous      |
| Sestetto ideale            | Jana Matiašovská    | Toray Arrows      |
| Sestetto ideale            | Foluke Akinradewo   | Hisamitsu Springs |
| Sestetto ideale            | Sinead Jack         | Denso Airybees    |
| Miglior libero             | Mako Kobata         | JT Marvelous      |
| Premio d'onore             | Nana Inoue          | Toray Arrows      |
| Premio Yasutaka Matsudaira | Shingo Sakai        | Hisamitsu Springs |
| Miglior GM                 | Akira Kayashima     | Hisamitsu Springs |
| Premio d'onore             | Risa Shinnabe       | Hisamitsu Springs |

## Statistiche
| Rendimento individuale | Rendimento individuale | Rendimento individuale | Rendimento individuale |
| Pos.                   | Nome                   | Punti                  | Squadra                |
| ---------------------- | ---------------------- | ---------------------- | ---------------------- |
| 1                      | Jana Matiašovská       | 883                    | Toray Arrows           |
| 2                      | Brankica Mihajlović    | 699                    | JT Marvelous           |
| 3                      | Katarina Barun         | 638                    | Saitama Ageo Medics    |
| 4                      | Neriman Özsoy          | 635                    | Toyota Queenseis       |
| 5                      | Ai Kurogo              | 551                    | Toray Arrows           |
| 6                      | Yuki Ishii             | 490                    | Hisamitsu Springs      |
| 7                      | Mizuki Tanaka          | 486                    | JT Marvelous           |
| 8                      | Sinead Jack            | 452                    | Denso Airybees         |
| 9                      | Hisae Watanabe         | 421                    | Hitachi Rivale         |
| 10                     | Foluke Akinradewo      | 396                    | Hisamitsu Springs      |

| Attacchi vincenti | Attacchi vincenti   | Attacchi vincenti | Attacchi vincenti   |
| Pos.              | Nome                | Punti             | Squadra             |
| ----------------- | ------------------- | ----------------- | ------------------- |
| 1                 | Jana Matiašovská    | 766               | Toray Arrows        |
| 2                 | Brankica Mihajlović | 655               | JT Marvelous        |
| 3                 | Neriman Özsoy       | 580               | Toyota Queenseis    |
| 4                 | Katarina Barun      | 558               | Saitama Ageo Medics |
| 5                 | Ai Kurogo           | 489               | Toray Arrows        |
| 6                 | Yuki Ishii          | 453               | Hisamitsu Springs   |
| 7                 | Mizuki Tanaka       | 442               | JT Marvelous        |
| 8                 | Hisae Watanabe      | 399               | Hitachi Rivale      |
| 9                 | Sinead Jack         | 363               | Denso Airybees      |
| 10                | Yurie Nabeya        | 356               | Denso Airybees      |

| Muri vincenti | Muri vincenti     | Muri vincenti | Muri vincenti       |
| Pos.          | Nome              | Punti         | Squadra             |
| ------------- | ----------------- | ------------- | ------------------- |
| 1             | Nana Iwasaka      | 95            | Hisamitsu Springs   |
| 2             | Jana Matiašovská  | 89            | Toray Arrows        |
| 3             | Foluke Akinradewo | 80            | Hisamitsu Springs   |
| 4             | Sinead Jack       | 74            | Denso Airybees      |
| 5             | Mai Irisawa       | 68            | Hitachi Rivale      |
| 6             | Erika Araki       | 67            | Toyota Queenseis    |
| 7             | Aika Akutagawa    | 59            | JT Marvelous        |
| 8             | Alyja Santiago    | 53            | Saitama Ageo Medics |
| 9             | Kaho Ōno          | 56            | Toray Arrows        |
| 10            | Katarina Barun    | 51            | Saitama Ageo Medics |
| 10            | Jennifer Doris    | 51            | PFU BlueCats        |

| Battute vincenti | Battute vincenti | Battute vincenti | Battute vincenti    |
| Pos.             | Nome             | Punti            | Squadra             |
| ---------------- | ---------------- | ---------------- | ------------------- |
| 1                | Mai Irisawa      | 30               | Hitachi Rivale      |
| 2                | Katarina Barun   | 29               | Saitama Ageo Medics |
| 3                | Jana Matiašovská | 28               | Toray Arrows        |
| 3                | Nanami Seki      | 28               | Toray Arrows        |
| 5                | Ai Kurogo        | 27               | Toray Arrows        |
| 6                | Aika Akutagawa   | 23               | JT Marvelous        |
| 6                | Risa Shinnabe    | 23               | Hisamitsu Springs   |
| 8                | Mizuki Tanaka    | 22               | JT Marvelous        |
| 9                | Sarina Koga      | 21               | NEC Red Rockets     |
| 9                | Asuka Nomura     | 21               | Denso Airybees      |
| 9                | Alyja Santiago   | 21               | Saitama Ageo Medics |